# Пещера (област Смолян)
Вижте пояснителната страница за други значения на Пещера.
Пещера е село в Южна България. То се намира в община Смолян, област Смолян.

## География
Село Пещера се намира в планински район.